# Ommata bilineaticollis
Ommata bilineaticollis är en skalbaggsart som beskrevs av Dmytro Zajciw 1965. Ommata bilineaticollis ingår i släktet Ommata och familjen långhorningar. Inga underarter finns listade i Catalogue of Life.